# Řád lva Godenu
Královský řád lva Godenu je dynastický záslužný rytířský řád, který je udělován subnárodním královstvím Godenu, ležícím v regionu Volta ve státě Ghana.
Současným velmistrem Řádu je od roku 2007 král Togbe Osei III.
Královský řád lva Godenu je udílen osobnostem, které se významně zasloužily o podporu královského domu, rozvoj království Godenu a humanitární pomoc jeho lidu. Královský dům Godenu má delegace v několika zemích Evropy a Ameriky.

## Řád v Českých zemích
Královský řád lva Godenu působí v České republice od roku 2018. Z pověření krále Togbe Osei III., je na počátku roku 2019 delegátem královského domu pro Českou republiku jmenován Nathaniel Filip, GCRLG, který následně organizuje charitativní činnost pro obyvatele Godenu. Česká delegace královského domu Godenu byla oficiálně ustanovena 24. května 2019 v Hradci Králové, při slavnostní investituře, kde byl řád lva Godenu udělen několika osobnostem.

## Hodnosti

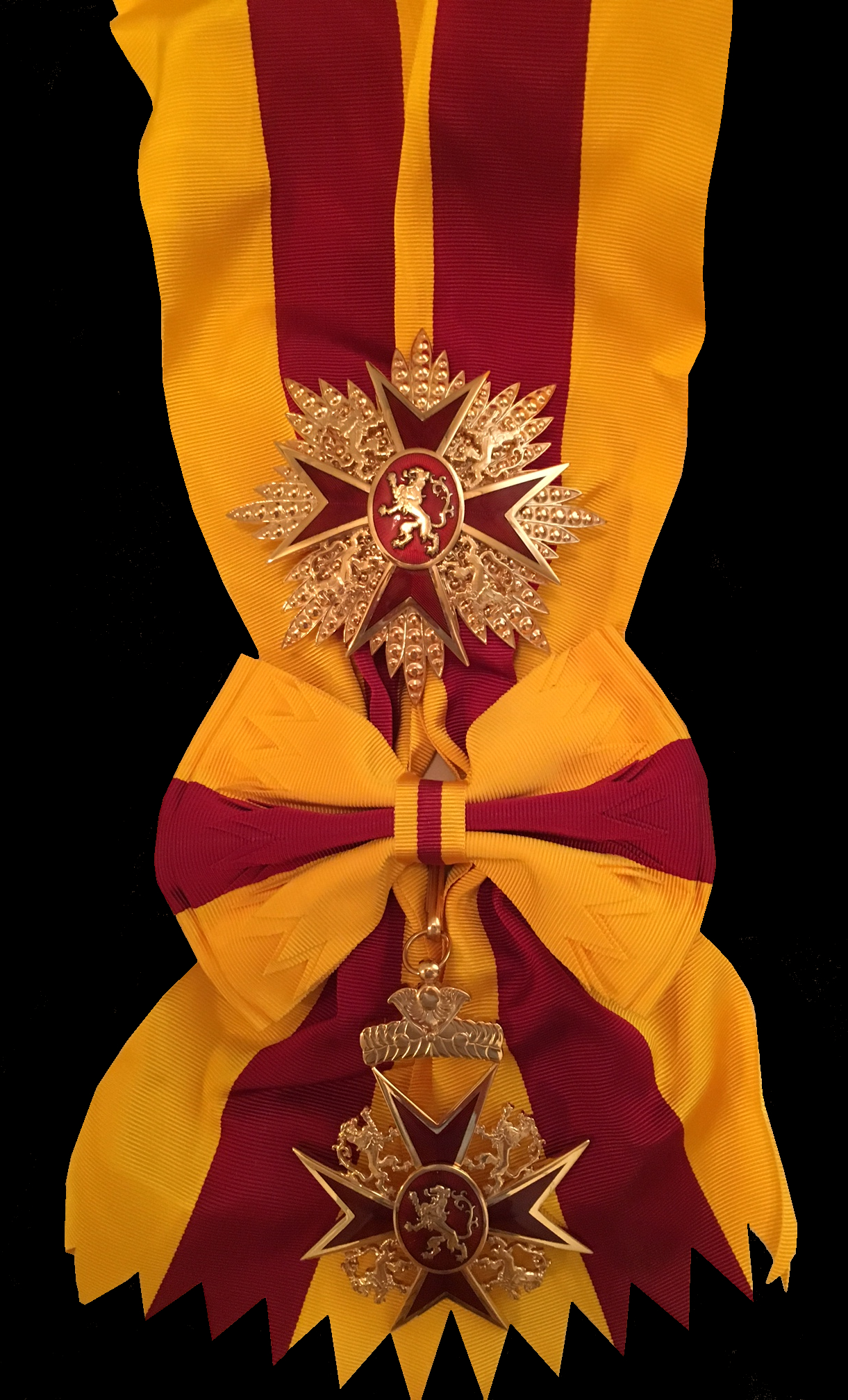
Šerpa velkokřižníka a zlatá hvězda

Řád se udílí v pěti hodnostech:
- Rytíř velkého kříže (GCRLG)
- Rytíř velkodůstojník (GORLG)
- Rytíř komtur (CRLG)
- Rytíř důstojník (ORLG)
- Rytíř (KRLG) / Dáma (DRLG)

## Výsady

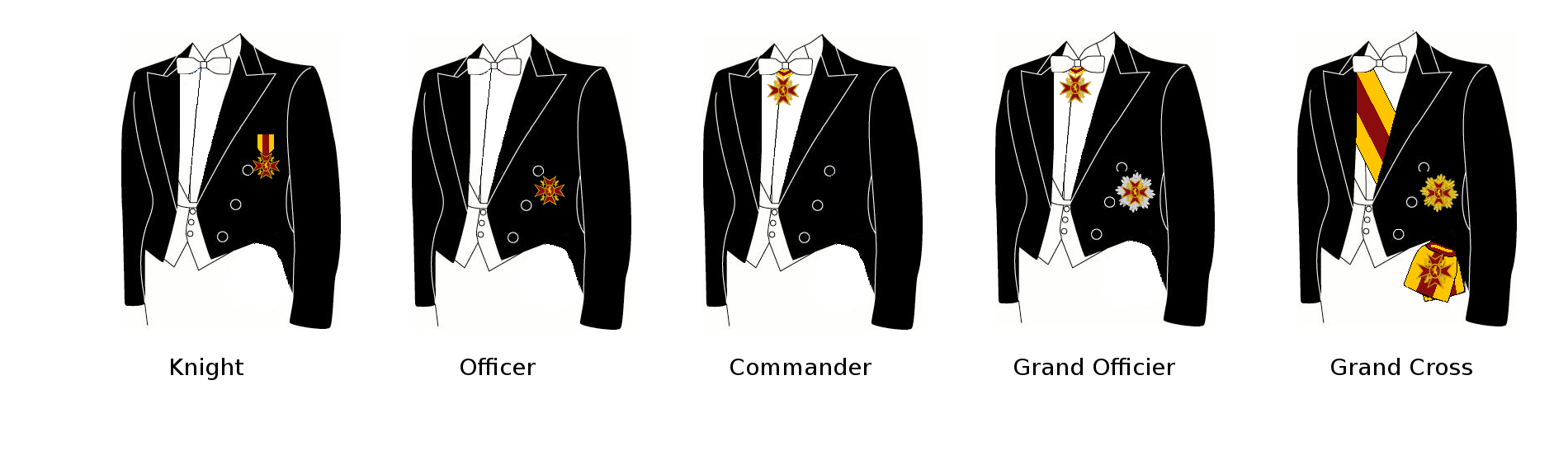
Hodnosti a způsob nošení jejich insignií

Všichni členové mají výsadu užívat záslužný titul rytíř, nebo dáma.
Rytíři a dámy velkého kříže mohou užívat titulatury – Vaše excelence. Nositelé hodnosti velkodůstojníka a komtura mohou užívat titulatury – Vaše ctihodnosti.
Členové Řádu smí nosit řádové insignie podle svých hodností a mohou použít řádové dekorace ve své heraldice.